# Chamois Niort
Der Chamois Niortais Football Club ist ein französischer Fußballverein aus Niort, der Hauptstadt des westfranzösischen Départements Deux-Sèvres in der Region Nouvelle-Aquitaine.

## Geschichte
Gegründet wurde der Klub 1925 von dem Besitzer einer Gerberei für Sämischleder (französisch: chamoiserie) unter dem Namen, den er bis heute beibehalten hat. Chamoisleder wurde traditionell aus Gämsfellen hergestellt, deshalb hat der Verein die Gämse als Wappentier – obwohl die Gegend um Niort alles andere als gebirgig ist.

## Ligazugehörigkeit
Profistatus besitzt Niort seit 1987. Erstklassig (Division 1, seit 2002 in Ligue 1 umbenannt) spielte der Klub nur in der Saison 1987/88.

## Erfolge
- Division 2: 
  - Vize-Meister: 1987
- Französischer Fußballpokal:
  - Viertelfinale: 1990/91

## Bekannte Spieler und Trainer
- Patrick Parizon (1984–1985), (Trainer 1984–1988)
- Abédi Pelé (1986–1987)
- Didier Tholot (1987–1990)
- Lee Chapman (1988–1989)
- Philippe Violeau (1988–1993)
- Olivier Tébily (1993–1998)
- Albert Rust (Trainer 1995–1999)
- Joël Bossis (1996–2002)
- Péguy Luyindula (1997–1998)
- Daniel Cousin (1998–1999)
- Mark de Vries (1998–1999)
- Cyril Chapuis (1998–2000)
- Aurélien Capoue (1991–2001)
- Étienne Capoue (1995–2002)
- Abdelnasser Ouadah (2000–2002)
- Romuald Boco (2003–2005)
- Christophe Jallet (2003–2006)
- Julien Féret (2004–2005)
- Faruk Hadžibegić (Trainer 2007)